# إف. إيميت فيتزباتريك
إف. إيميت فيتزباتريك (بالإنجليزية: F. Emmett Fitzpatrick)‏ هو محامي أمريكي، ولد في 20 مارس 1930 في فيلادلفيا في الولايات المتحدة، وتوفي في 2 سبتمبر 2014 في Cape May Court House, New Jersey ‏ في الولايات المتحدة.